# Musculus scalenus anterior

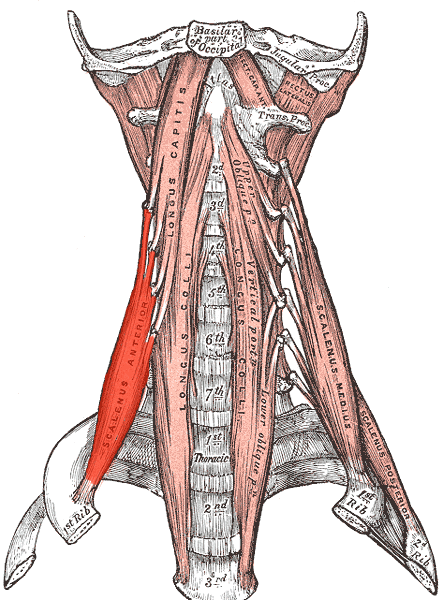
Musculus scalenus anterior

Musculus scalenus anterior je šikmý či kloněný sval hlubokých partií krku, pro který se používá pouze latinského názvosloví. Sval patří do skupiny šikmých svalů krčních, spolu s m. scalenus medius a posterior.

## Uložení
Sval jde od středního úseku krční páteře, tj. od 3. po 6. krční obratel, a upíná se na drsnatinu ve střední části prvního žebra (tuberculum musculi scaleni anterioris).
Tento sval může vzácně chybět. Jeho úpony však variabilní nejsou.
Po přední ploše tohoto svalu sestupuje do hrudníku nervus phrenicus, někdy může místy probíhat i po určitý úsek svalu. Před úponem svalu na prvním žebru v mělkém žlábku sestupuje k srdci žíla vena subclavia. Mezi m. scalenus anterior a musculus scalenus medius můžeme popsat štěrbinu fissura scalenorum, která obsahuje nervovou pleteň pažní (plexus brachialis) a tepnu arteria subclavia, která někdy prochází výše skrze sval.

## Inervace
Jako ostatní kloněné svaly je inervován z předních (ventrálních) větví krčních míšních nervů (rr.ventrales), konkrétně ze segmentu C5 - C7.

## Funkce
- při jednostranné akci: úklon páteře na stranu stahu a otáčení páteře na stranu opačnou
- při oboustranné akci: předklon krční páteře
- při fixované páteři: zdvíhá 1. žebro ve funkci pomocného svalu dýchacího, zejména při klidném dýchání